# دان نوبل
دان نوبل (بالإنجليزية: Dan Noble)‏ (21 سبتمبر 1970 بكينغستون أبون هال في المملكة المتحدة - ) هو لاعب كرة قدم بريطاني في مركز حراسة المرمى. لعب مع ستوك سيتي ونادي كرو ألكساندرا.